# ユウキロック
ユウキロック（1972年4月16日 - ）は、日本のお笑い芸人、タレント、構成作家、ライター。結婚前の本名は松口 祐樹（まつぐち ゆうき、詳細は後述）。

## 来歴・人物
池田市立北豊島中学校、大阪府立渋谷高等学校卒業。
1992年、大阪NSCに入学（11期生）。同期の小林友治（ケンドーコバヤシ）と松口VS小林を結成、ツッコミを担当。当時は主にコントを行っていた。
1995年、同じく同期の大上邦博（元あっぱれ団、当時の相方は堂土貴（現ルート33））とハリガネロックを結成。漫才師に転向し、役割もツッコミからボケに変わる。結成後、「ぼやき漫才」「ユニゾンツッコミ」を持ち味にコンテストで数々の賞を受賞する。
2001年に芸名を本名（当時）からユウキロックに改名。同年始まったM-1グランプリでハリガネロックとして準優勝し知名度を上げる。同年度の爆笑オンエアバトルで、ハリガネロックとしてチャンピオンに輝く。
2014年2月25日、ハリガネロックを解散。歴代のM-1ファイナリスト及び爆笑オンエアバトルチャンピオンの中で解散を正式に発表したグループは史上初。解散後はホリプロ笑売塾などお笑い養成所の講師、構成作家、ライターなど様々な分野で活動し、自身を「何でも屋」と称している。自ら表に立って出演する機会はほとんどなくなっているが、『アメトーーク』の「家電芸人」のみ出演を続けている。
2016年12月8日、ハリガネロックが解散に至るまでを綴った自叙伝「芸人迷子」を出版。これは「水道橋博士のメルマ旬報」での連載「芸人迷子～終わってる、いや終わってない～」をまとめたものとなっている。
2019年4月16日、自身の47歳の誕生日に12年間交際していた一般女性と入籍。
2020年3月、YouTubeチャンネル「ユウキロックのエンタメウェビナー」を開設。
2020年8月、自身のYouTubeで結婚は婿入りであり、松口は旧姓になったことを明らかにした。結婚後の姓は非公表。
2021年2月26日をもって吉本興業を退所。同年2月27日からフリーランスとして活動。

## エピソード
- かつてのコンビ名「松口VS小林」「ハリガネロック」は両方ともユウキが命名したが、松口VS小林の「VS」を「ブイエス」と読む理由やハリガネロックの「ハリガネ」の意味を、相方の小林や大上にはそれぞれ解散するまで明かさなかった[6][7]（詳細は松口VS小林及びハリガネロックを参照）。
- 子供の頃になりたかった職業はお笑い芸人である。
- 中学校時代は部活ではサッカー部で、その生徒会長をしていた時期がある。
- パンクという名前の犬を飼っていたが2024年9月21日に永眠した[8]。
- 倹約家で、投資信託などもしている。
- 好きな食べ物はトロである。
- 家でポテトチップスを作ったことがある。
- 実の母親の名前が「松口松子」であるが、結婚前の旧姓は「小松松子」である。
- 得意料理は中華料理であるため、高校時代には中華料理店でアルバイトをしていた。
- 好きな色は黒と赤
- プロレスが好きで、特にプロレスの展開を先読みするのが好きである。
- 憧れている芸能人は哀川翔である。
- 喫煙者であったが、2024年7月15日に禁煙した[9]。まだ過去に4ヶ月間だけ禁煙していた時もあった。
- 珈琲が好きである。
- 現在メガネをかけている。
- 一番好きな音楽はロックンロール
- コンビ時代に石川テレビの番組のレギュラーを務めたり、また、妻が石川県出身でかつて石川テレビの受け付けをしていたりするなど、石川県と縁が深い。
- フジテレビONEで放送された「ファミレストーク王決定戦」のSTAGE1のチャンピオンである。
- セールスポイントは「お笑い界のジョン・レノン」またチャー厶ポイントは「離れ過ぎた目」と「ロック」また座右の銘は「ふりむくなふりむくな」と「後には夢がない」である。
- もらってうれしいプレゼントは電化製品である。
- 特定のチームのファンではないがプロ野球好きである[10]。
- 2023年6月からデジタル版ASCIIで「ユウキロックの節約バンザイ!」タイトルで連載をしている[11]。

## 出演
松口VS小林時代の出演については松口VS小林#出演番組、ハリガネロック時代の出演についてはハリガネロック#出演を参照。
- アメトーーク!（テレビ朝日）「家電芸人」に出演[12]
- のりノリ天国（サンテレビ）不定期出演
- 天女の秘宝館（ABCテレビ、2003年4月5日 - 6月28日）MC
- 無敵ファクトリー（サムライTV）MC
- SアリーナX（サムライTV、2007年1月7日 - 7月29日）MC
- 面白い八人。→面白い八人。延長戦（フジテレビONE、2011年 - 2012年）
- プロ格向上委員会（サムライTV、2014年4月 - 6月） MC
- プロレスなう（サムライTV、2015年）MC
- らぶパチらぶスロ KIWAMI（パチ・スロ サイトセブンTV）不定期出演
- ユウキロックの極スロ（パチ・スロ サイトセブンTV、2010年）
- NHK上方漫才コンテスト（NHK総合テレビジョン、2019年 - ）審査員として出演

## 書籍
- ユウキロックの節約革命（2010年11月、竹書房）
- 芸人迷子（2016年12月8日、扶桑社）